# مقاطعة قروه درجزين
مقاطعة قروه درجزين هي إحدى مقاطعات محافظة همدان في إيران. كان عدد سكان المقاطعة سنة 2006 حوالي 39,852 نسمة.